# پودولسک (باشقیرستان)
پودولسک (انگلیسی: Podolsk, Republic of Bashkortostan) یک شهرک در شهرستان خایبولینسکی استان باشقیرستان کشور روسیه است.